# Pole manewrowe

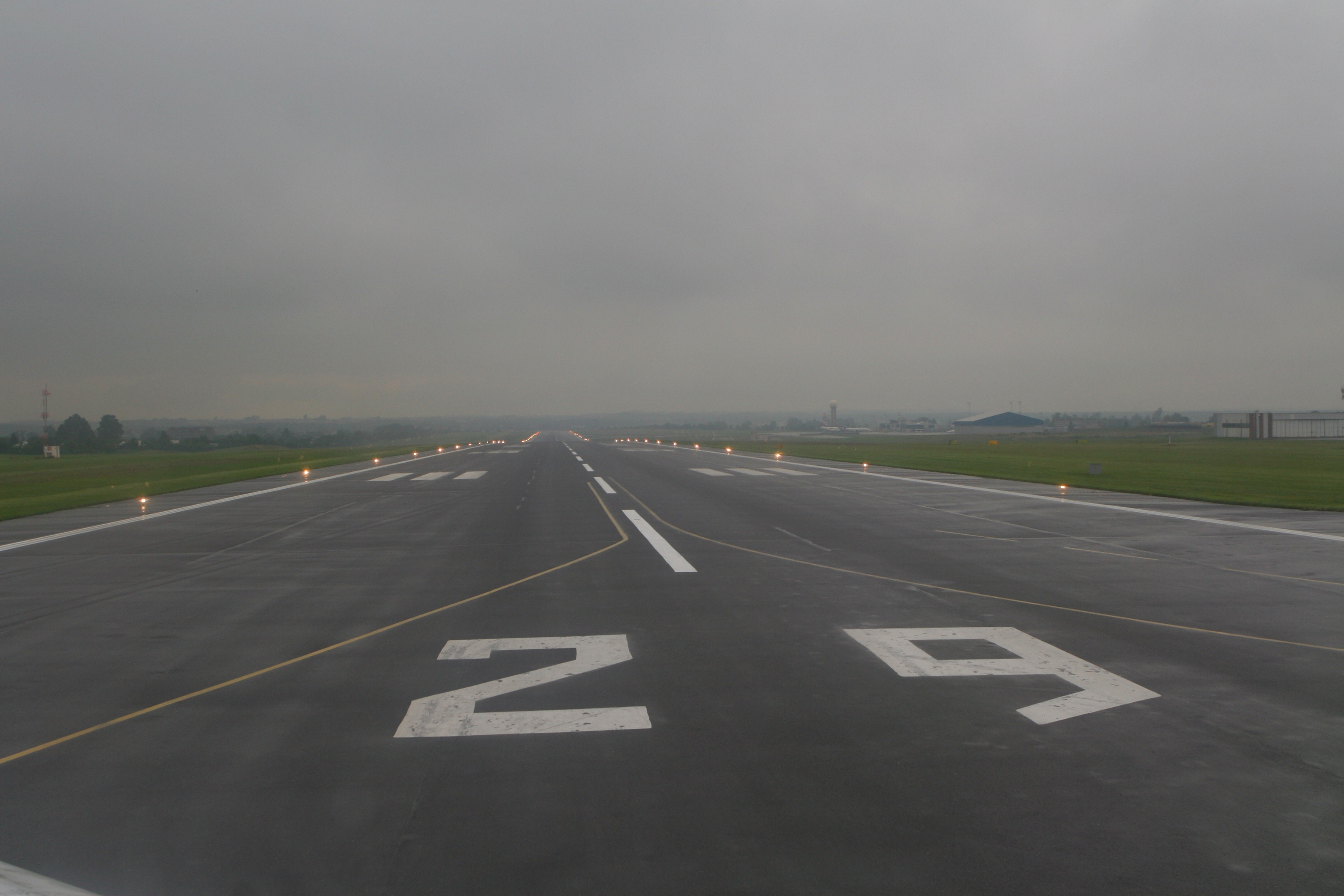
Pole manewrowe

Pole manewrowe (ang. manoeuvring area) – część lotniska przeznaczona do startów, lądowań i kołowania statków powietrznych, z wyłączeniem płyt postojowych samolotów. W praktyce pole manewrowe obejmuje pole wzlotów, z wyszczególnieniem dróg startowych i drogi kołowania.